# Freisinnige Partei (Osmanisches Reich)

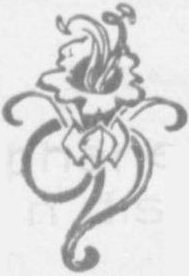
Logo der Freisinnigen Partei

Die Freisinnige Partei (osmanisch Fırka-ı Ahrar, türkisch Ahrar Fırkası) war eine während der Zweiten Osmanischen Verfassungsperiode gegründete freiheitliche Bewegung des Osmanischen Reiches. Die Freisinnige Partei hatte von September 1907 bis April 1908 Bestand.
Vorsitzender war Prinz Sabahaddin, der den fortschrittlich-freiheitlichen Flügel der Jungtürken vertrat. Wichtige Forderungen waren eine möglichst große wirtschaftliche Freiheit des Einzelnen sowie die Dezentralisierung der Verwaltung. Bei den Wahlen im Jahre 1908 konnten sich die Kandidaten der Bewegung allerdings nicht gegen jene des Komitees für Einheit und Fortschritt durchsetzen.  
Zeitungen wie İkdam, Sabah, Yeni Gazete, Sadayı Millet oder Servet-i Fünûn standen der Partei nahe und bezogen gleichzeitig Stellung gegen das fortschrittlich-nationalistische Komitee für Einheit und Fortschritt.